# نفس شیرین
وزارت بهداشت نیز تمایلی به ساخت این اثر داشت و در شرایطی که قرار بود در قالب فیلم ویدئویی تولید شود، به دلیل بازخورد خوبی که از پخش تلویزیونی آن حاصل می‌شود تهیه‌کننده و مسئولان تصمیم گرفتند تا آن را به صورت مینی سریالی تولید کنند. سازندگان این سریال امیدوارند تا با پخش «نفس شیرین» این فرهنگ در بین مردم به خوبی نهادینه شود.

## خلاصه داستان
موضوع این سریال سیزده قسمتی دربارهٔ اهدای عضو است و برای آشنایی بیشتر مردم با اهدای عضو تولید می‌شود.

## بازیگران سریال نفس شیرین
- علیرضا جلالی‌تبار
- نیما شاهرخ شاهی
- فخرالدین صدیق شریف
- مریم شاه ولی
- کیمیا بابائیان
- سارا منجزی
- شهین تسلیمی
- زهره حمیدی
- مریم معصومی
- فرشاد حسینی
- آرمان صورتگر
- کوروش معصومی
- مهدی امینی خواه
- کاظم افرندنیا
- غزل کرمعلی
- شادی محمدپور
- شهرام آریا
- پژواک ایمانی
- مهوش وقاری